# Ukraiński Kościół Prawosławny Patriarchatu Kijowskiego

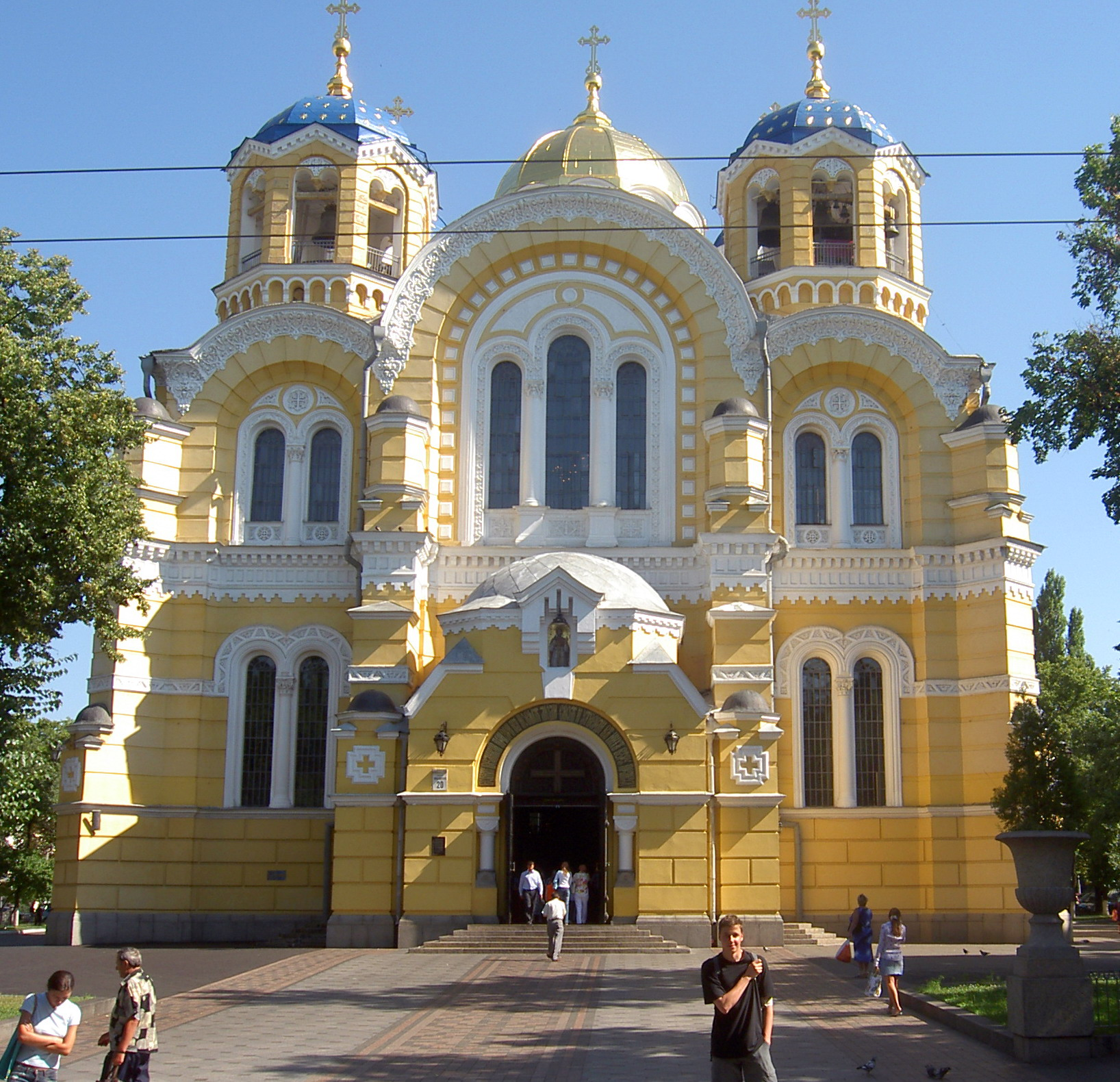
Sobór św. Włodzimierza w Kijowie, główny sobór Ukraińskiego Kościoła Prawosławnego Patriarchatu Kijowskiego

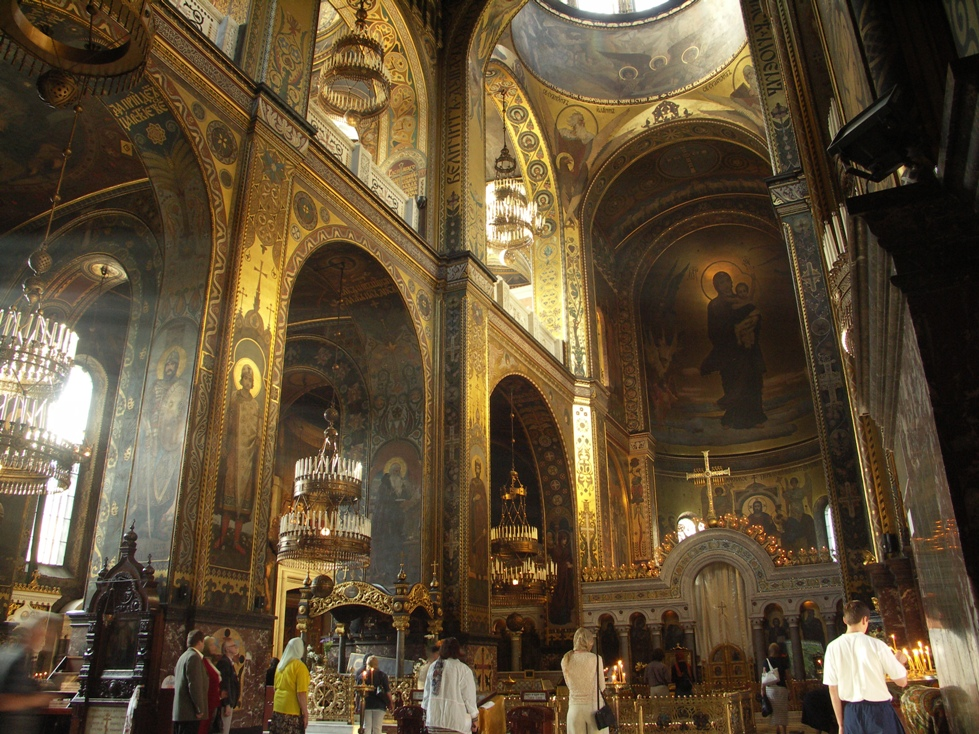
Sobór św. Włodzimierza w Kijowie, nawa główna

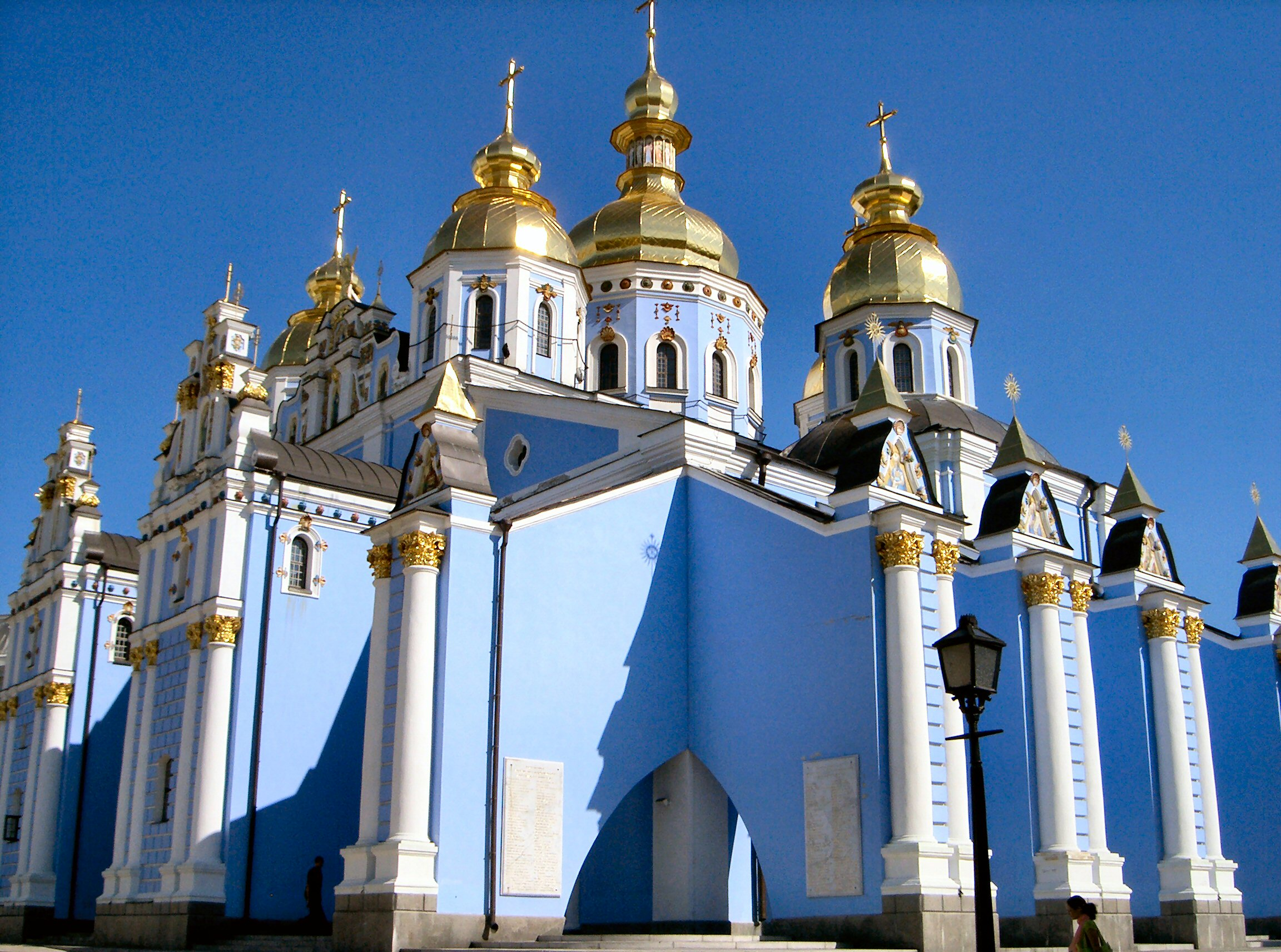
Monaster św. Michała Archanioła o Złotych Kopułach w Kijowie

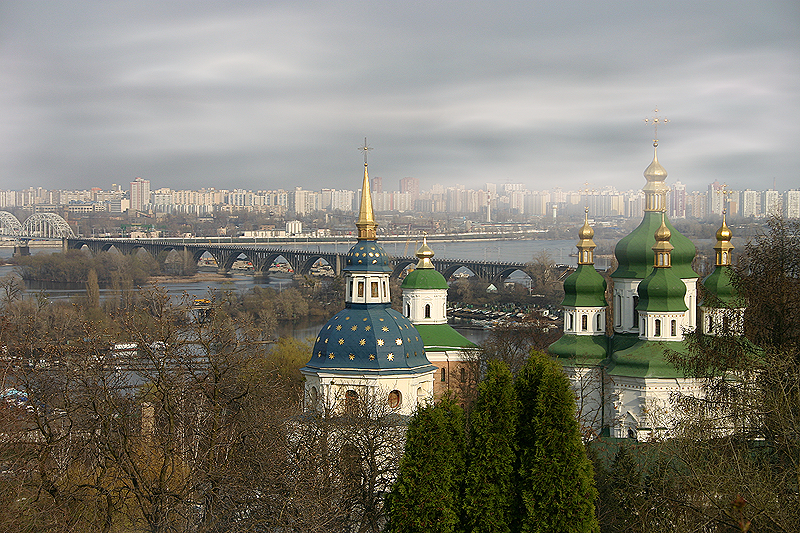
Monaster Wydubicki w Kijowie

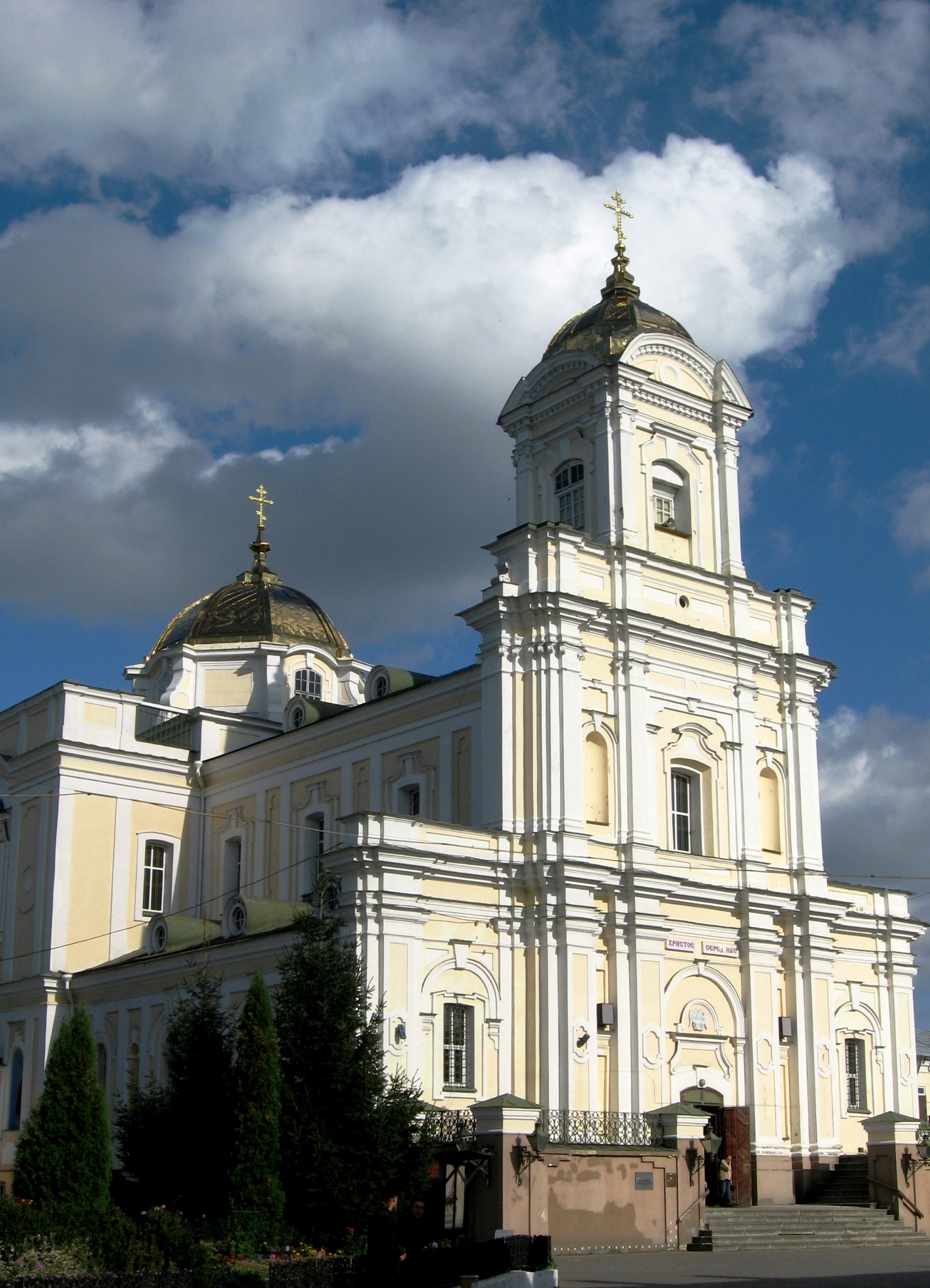
Sobór Świętej Trójcy w Łucku

Ukraiński Kościół Prawosławny Patriarchatu Kijowskiego (ukr. Українська Православна Церква Київського Патрiархату) – Cerkiew prawosławna na Ukrainie i jednocześnie wspólnota religijna Ukrainy; w latach 1993–2018 Cerkiew niekanoniczna.
Podczas soboru zjednoczeniowego, który obradował w języku angielskim 15 grudnia 2018 roku w soborze Mądrości Bożej (Sofijskim) w Kijowie, duchowni Ukraińskiego Kościoła Prawosławnego Patriarchatu Kijowskiego, wespół z duchownymi Ukraińskiego Autokefalicznego Kościoła Prawosławnego oraz częścią duchownych Ukraińskiego Kościoła Prawosławnego Patriarchatu Moskiewskiego, powołali Kościół Prawosławny Ukrainy, metropolię w jurysdykcji Patriarchatu Konstantynopolitańskiego, który 6 stycznia 2019 roku nadał mu status autokefaliczny. Ukraiński Kościół Prawosławny Patriarchatu Kijowskiego i Ukraiński Autokefaliczny Kościół Prawosławny rozwiązały się. W roku 2019 patriarcha Filaret ogłosił wznowienie działalności przez Patriarchat Kijowski. Kościół Prawosławny Ukrainy ogłosił, że decyzje te są bezskuteczne, a w lipcu 2019 r. podobne stanowisko zajęło ukraińskie ministerstwo kultury, jednakże to nie wpłynęło na dalsze funkcjonowanie tej struktury. Patriarcha Filaret pozostał w opozycji do tomosu nadanego przez Konstantynopol, twierdząc, że nie daje on pełni autokefalii Kościołowi Prawosławnemu na Ukrainie.

## Nazewnictwo i terminologia
Na terytorium Ukrainy po 1991 r. ukształtowały się trzy struktury Kościoła Prawosławnego. Wszystkie odwołują się do dawniejszej tradycji i przywołują jako swoje początki chrzest Rusi w roku 988. Podział związany jest przede wszystkim z kwestiami politycznymi oraz ideologicznymi, nie objawia się w różnicach doktrynalno-teologicznych. Ukraiński Kościół Prawosławny Patriarchatu Kijowskiego i Ukraiński Autokefaliczny Kościół Prawosławny uważają się za Kościoły wyłącznie ukraińskie, natomiast Ukraiński Kościół Prawosławny Patriarchatu Moskiewskiego, na prawach szerokiej autonomii, jest częścią Rosyjskiego Kościoła Prawosławnego.

## Historia

### Tło historyczne
Pierwsze wspólnoty chrześcijańskie pojawiły się na terytorium dzisiejszej Ukrainy już w starożytności. Na przełomie IV i V w. została schrystianizowana południowa część Krymu, zamieszkana przez ludność grecką. Ukraiński Kościół Prawosławny Patriarchatu Kijowskiego (UKP PK) uważa się za spadkobiercę prawosławnej metropolii kijowskiej, którą założono w wyniku chrztu Rusi Kijowskiej w 988 r. W wyniku rozbicia dzielnicowego oraz zniszczenia i spadku znaczenia Kijowa podczas inwazji mongolskiej (1240 r.) siedzibę metropolitów kijowskich przeniesiono najpierw do Lwowa, a następnie na Wschód – do Włodzimierza nad Klaźmą (1299 r.), a potem do Moskwy (1325 r.). W 1458 r. dokonano podziału metropolii kijowskiej na dwie odrębne: litewską z siedzibą w Kijowie i moskiewską. Od tego czasu hierarchowie prawosławni z Moskwy przestali używać tytułu metropolitów kijowskich i całej Rusi. W 1596 r. miała miejsce unia brzeska, ale Kościół Prawosławny w Rzeczypospolitej nigdy nie uległ likwidacji – nie wydano żadnego aktu delegalizującego tę konfesję – i formalnie został wskrzeszony w 1620 r., co w 1632 r. oficjalnie uznał król Władysław Waza.
W 1686 r. metropolia kijowska, która do tej pory wchodziła w skład patriarchatu konstantynopolitańskiego, została podporządkowana Moskwie, gdy carscy dyplomaci przekupili ówczesnego sułtana osmańskiego, by ten wymógł na patriarsze wydanie dekretu przekazującego zwierzchność (formalnie tylko czasowo). Na początku XIX wieku Kijów stracił status metropolii i stał się zwykłą eparchią Rosyjskiego Kościoła Prawosławnego.

### Utworzenie Patriarchatu Kijowskiego
W styczniu 1990 r. zgodnie z decyzją Synodu Biskupów RKP ukraińskie diecezje utworzyły oddzielny egzarchat kościoła niezależny w sprawach administracyjnych pod równoważną nazwą UKP PM. Pod wpływem Aktu Niepodległości Ukrainy z sierpnia 1991 r. na Soborze UKP PM na początku listopada 1991 r. przyjęto postanowienie o autokefalii ukraińskiego prawosławia od RKP zgodnie z XXXIV Apostolskim Kanonem Prawosławnym (niezależność polityczna powinna ciągnąć za sobą niezależność kościoła). RKP nie zgodził się nadać Kijowowi autokefalii, co w praktyce wiązałoby się z utratą większości z gmin wyznaniowych kościoła, i w maju 1992 r. Sobór UKP PM zdjął pomysłodawcę secesji – metropolitę Filareta (Denysenkę) – ze stanowiska głowy ukraińskiego prawosławia. Ten uznał Sobór za nieważny w sensie prawa kanonicznego i rozpoczął rozmowy z UAKP na temat zjednoczenia obu kościołów. Na Wszechukraińskim Soborze Prawosławnym 25–26 czerwca 1992 r. doszło do zjednoczenia części parafii, które nadal uznawały zwierzchnictwo Filareta, z UAKP i powstania UKP PK. Patriarchą Kijowskim i Wszechukraińskim wybrano dotychczasowego przywódcę UAKP Mścisława. Po śmierci patriarchy w czerwcu 1993 r. doszło do secesji grupy jego zwolenników i odrodzenia UAKP. Nowym patriarchą UKP PK został metropolita czernihowski Bazyli (Romaniuk), który przyjął imię Włodzimierz. Po jego śmierci w lipcu 1995 r. patriarchą został Filaret. Również w tym wypadku miał miejsce pewien odwrót wiernych kościoła i przejście do UAKP (diecezje iwanofrankowsko-winnicka oraz buczacko-chmielnicka).
Pomimo faktu, że UKP PK nie działał legalnie w sensie prawa kanonicznego, to rozwijał się nie tylko w kraju (1996 r. – powrót do UKP PK diecezji iwanofrankowsko-winnickiej), ale i za granicą (utworzenie metropolii Europy Zachodniej i Kanady, trzech diecezji w Rosji: moskiewskiej, kursko-białogrodzkiej i tobolsko-jenisiejskiej; uznanie przez Kościół Prawdziwych Chrześcijan Prawosławnych Grecji (Starokalendarzyści) zwierzchności patriarchy kijowskiego; komunia z Macedońskim Kościołem Prawosławnym, również niekanonicznym).
Według danych ze stycznia 2005 r. w skład UKP PK wchodziło 3523 wspólnoty religijne zorganizowane w 31 diecezji, 36 klasztorów i 24 misje, w których przebywało 206 zakonników. Posługę kapłańską sprawowało 2693 duchownych. Kościół posiadał 16 zakładów oświatowych, w których naukę pobierało 1,3 tys. uczniów i studentów, w tym 556 osób w formie zaocznej. UKP PK prowadził 1086 szkół niedzielnych.

### Udział w tworzeniu autokefalicznego Kościoła Ukrainy i samorozwiązanie
W 2018 r. patriarcha konstantynopolitański otrzymał wniosek Rady Najwyższej Ukrainy o nadanie Cerkwi na Ukrainie autokefalii, co miałoby się odbyć poprzez odwołanie dekretu z 1686 r., by uniknąć konieczności uzyskania zgody patriarchy moskiewskiego. Wniosek poparli przedstawiciele niekanonicznej Ukraińskiej Autokefalicznej Cerkwi Prawosławnej, o możliwości przejścia do nowej Cerkwi mówiło się też w kontekście części hierarchów Cerkwi podległej patriarchatowi moskiewskiemu. 7 września 2018 r. patriarcha konstantynopolitański Bartłomiej skierował do Kijowa swoich wysłanników (egzarchów) – biskupa Pamfilii Daniela i biskupa Edmonton Hilariona – z zadaniem zbudowania cerkwi niezależnej od Rosyjskiej Cerkwi Prawosławnej. Cerkiew moskiewska skrytykowała tę decyzję jako naruszenie jej suwerenności i zarzuciła Bartłomiejowi łamanie prawa kanonicznego, przewidując, że będzie się z nią wiązał wzrost przemocy na Ukrainie w związku z możliwym rzekomym przejmowaniem moskiewskich cerkwi siłą i wbrew wiernym. 11 października 2018 r. Patriarchat Konstantynopolitański ogłosił zdjęcie anatemy ze zwierzchnika Patriarchatu Kijowskiego Filareta, co oznaczało uznanie całej struktury za działającą legalnie w świetle kanonów cerkiewnych. Następnego dnia przedstawiciele Kościoła wezwali wszystkie działające w granicach Ukrainy Cerkwie do podjęcia działań zjednoczeniowych. Przedstawiciele Patriarchatu Konstantynopolitańskiego ogłosili również, że przejęcie kontroli nad metropolią kijowską przez moskiewskiego patriarchę było niezgodne z prawem kanonicznym. Patriarchat Moskiewski przy wsparciu rosyjskiej dyplomacji usiłował bezskutecznie znaleźć poparcie dla zablokowania decyzji patriarchy Konstantynopola, po czym zerwał z nim stosunki i zabronił swoim wiernym i duchownym kontaktów liturgicznych z duchowieństwem podległym Patriarsze Konstantynopolitańskiemu. Również 11 października zwierzchnik Patriarchatu Kijowskiego Filaret zadeklarował, że nie ma przeszkód dla zwołania soboru, na którym utworzona zostanie jedna Cerkiew ukraińska, która następnie otrzyma z Konstantynopola status autokefalicznej. Na sobór oficjalnie zaproszono przedstawicieli wszystkich Cerkwi działających na Ukrainie, jednak Ukraiński Kościół Prawosławny Patriarchatu Moskiewskiego od początku zapowiadał, że nie weźmie w zgromadzeniu udziału.
20 października Święty Synod Ukraińskiego Kościoła Prawosławnego Patriarchatu Kijowskiego jednostronnie nadał zwierzchnikowi tegoż Kościoła dwa tymczasowe tytuły: patriarchy Rusi-Ukrainy, który ma być używany na terenie Ukrainy, oraz arcybiskupa i metropolity kijowskiego i całej Rusi-Ukrainy, którym ma on posługiwać się w kontaktach zewnętrznych.
15 grudnia 2018 r. delegacja Ukraińskiego Kościoła Prawosławnego Patriarchatu Kijowskiego wzięła udział w soborze zjednoczeniowym ukraińskiego prawosławia, podczas którego, wspólnie z reprezentantami Ukraińskiego Autokefalicznego Kościoła Prawosławnego oraz delegacją Ukraińskiego Kościoła Prawosławnego Patriarchatu Moskiewskiego (działającą bez zgody zwierzchników swojego Kościoła) powołała do życia Kościół Prawosławny Ukrainy. Patriarchat Kijowski oraz Cerkiew Autokefaliczna ogłosiły samorozwiązanie.
W czerwcu 2019 r. Filaret, który otrzymał w Kościele Prawosławnym Ukrainy tytuł honorowego patriarchy Ukrainy, zwołał forum „Za Ukraiński Kościół Prawosławny! Za Patriarchat Kijowski!”, na którym stwierdził, iż nie uznaje zapisów tomosu o autokefalii przyznanego Ukraińskiemu Kościołowi Prawosławnemu przez Patriarchat Konstantynopolitański. Zapowiedział zwołanie soboru Patriarchatu Kijowskiego i dalsze funkcjonowanie tej struktury. 20 czerwca 2019 r. Filaret ogłosił wznowienie działalności Patriarchatu Kijowskiego. Na zwołane przez niego zgromadzenie duchowieństwa i wiernych przybyło jednak jedynie dwóch biskupów Kościoła Prawosławnego Ukrainy oraz ok. 200 delegatów świeckich. Kościół Prawosławny Ukrainy ogłosił, że decyzje te są bezskuteczne, a w lipcu 2019 r. podobne stanowisko zajęło ukraińskie ministerstwo kultury.
Patriarcha Filaret pozostał w opozycji do tomosu nadanego przez Konstantynopol twierdząc, że nie daje on pełni autokefalii Kościołowi Prawosławnemu na Ukrainie. Od tego czasu prowadzi on niezależną działalność eklezjalną, reorganizując struktury Patriarchatu Kijowskiego, konsekrując nowych biskupów oraz tworząc eparchie.

## Patriarchowie Kijowa
- 1990–1993 – Mścisław
- 1993–1995 – Włodzimierz
- 1995–2018 – Filaret; utrzymał tytuł honorowego patriarchy po samorozwiązaniu Kościoła[22]

## Liczba wiernych
Nie istnieją całkowicie wiarygodne dane dotyczące historycznej liczebności poszczególnych ukraińskich związków wyznaniowych. W 2006 Centrum Razumkowa w sondażu oceniło liczbę wiernych Patriarchatu Kijowskiego na 14,9% całego społeczeństwa Ukrainy, co czyniłoby go największym związkiem wyznaniowym w kraju. W sondażu Ukrainian Sociology Service z 2007 podano z kolei, że z Kościołem tym identyfikuje się 32,4% Ukraińców. Zbliżone wyniki podało Centrum Razumkowa w kolejnym sondażu w 2014. W 2012 wskazywano, że rywalizujące ze sobą Ukraiński Kościół Prawosławny Patriarchatu Moskiewskiego oraz Patriarchat Kijowski mają podobną liczbę wyznawców. W 2015 według sondażu fundacji „Demokratyczni inicjatywy” do Cerkwi Kijowskiej należało 44,2% obywateli Ukrainy, przy czym sondaż nie objął Krymu i separatystycznej republiki ługańskiej. Ukraińska Cerkiew Prawosławna Patriarchatu Kijowskiego liczyła w tym okresie 5167 parafii i 62 klasztory, podczas gdy Cerkiew podległa patriarsze moskiewskiemu miała 12 348 parafii i 186 klasztorów.
Sam Kościół w 2011 oceniał liczbę swoich wiernych na ok. 10 mln osób. Według analityk Ośrodka Studiów Wschodnich Katarzyny Jarzyńskiej w rzeczywistości przed Euromajdanem było ich szacunkowo od 4 do 8 mln, jednak po sukcesie Euromajdanu i podczas wojny w Donbasie liczba Ukraińców utożsamiających się z Patriarchatem Kijowskim wzrosła. Przedstawiciele Kościoła twierdzą, że w tym okresie przejęli z rąk Patriarchatu Moskiewskiego około 30 cerkwi parafialnych. W styczniu 2016 w sondażu grupy „Rejting” przynależność do Patriarchatu Kijowskiego zadeklarowało 32% Ukraińców; sondaż nie objął Krymu, Donbasu i republiki ługańskiej. W czerwcu 2017 r. kolejny sondaż, przeprowadzony wspólnie przez pracownie KMYS, Rejting, SOCIS oraz Centrum Razumkowa wykazał, że z Patriarchatem Kijowskim identyfikowało się 39% prawosławnych obywateli Ukrainy (czyli wedle tego samego badania 68,3% wszystkich obywateli kraju), co dawało mu pierwsze miejsce wśród związków wyznaniowych – dla porównania 31% zadeklarowało, że jest po prostu wyznania prawosławnego, a 24,7% obywateli Ukrainy wskazało Ukraiński Kościół Prawosławny Patriarchatu Moskiewskiego.